# David Adriazola Veizaga
David Darío Adriazola Veizaga (Oruro, 1939-La Paz, 31 de diciembre de 1969) fue un guerrillero boliviano que integró la Guerrilla de Ñancahuazú comandada por Ernesto Che Guevara en 1966-1967 en el sudeste de Bolivia. Murió abatido por la policía el 31 de diciembre de 1969.
De origen boliviano, nació en 1939 en el departamento de Oruro. Ingresó a la guerrilla con el grupo de Moisés Guevara y formó parte de la vanguardia. Sobrevivió al combate de la Quebrada del Yuro y salió de la zona guerrillera con el grupo de supervivientes. Junto a Inti participó en la reorganización clandestina del Ejército de Liberación Boliviano. Fue abatido por fuerzas policiales en La Paz, el 31 de diciembre de 1969.

## Biografía
Se vinculó al grupo maoísta encabezado por Moisés Guevara, quien abandonó el Partido Comunista Boliviano para fundar en 1965 el Partido Comunista Marxista-Leninista de Bolivia (PCML), que sostuvo una posición favorable a la lucha armada.

### Guerrilla de Ñancahuazú y muerte
Luego de la fallida experiencia del Congo, el Che Guevara organizó un foco guerrillero en Bolivia, donde instaló a partir del 7 de noviembre de 1966, en una zona montañosa cercana a la ciudad de Santa Cruz, en una área que atraviesa el río estacional Ñancahuazú, afluente del importante río Grande (Bolivia).
El grupo guerrillero tomó el nombre de Ejército de Liberación Nacional (ELN) de Bolivia con secciones de apoyo en Argentina, Chile y Perú. David Adriazola Veizaga fue uno de los 26 bolivianos que combatieron en Ñancahuazu, formando parte del grupo que ingresó con Moisés Guevara. 
Fue uno de los diecisiete sobrevivientes que llegaron el 8 de octubre de 1967, comandados por Ernesto Guevara, hasta la Quebrada del Yuro, donde este último sería herido y capturado y ajusticiado al día siguiente. Guevara había dividido el grupo en dos, enviando a los enfermos delante y quedándose con el resto a enfrentar las tropas del gobierno.
Adriazola se encontraba en el grupo que logró romper el cerco y escapar de Bolivia: Harry Villegas («Pombo»), Dariel Alarcón («Benigno»), Leonardo Tamayo («Urbano»), Inti Peredo y David Adriazola («Darío»). 
En 1969, junto a Inti Peredo, volvió a abrir un foco de guerrilla urbana, siendo abatido por la policía el 31 de diciembre.